# حاشد (اسم)
حاشد هو اسم علم مذكر من أصل عربي، ومعناه هو المستعد المتأهب المجتهد في سعيه، الكثير الحمل الجامع للقوم وللجند.

## شخصيات تحمل الاسم
- حاشد بن إسماعيل
- حاشد عبد الله الأحمر

## وصلات خارجية
- موسوعة السلطان قابوس لأسماء العرب نسخة محفوظة 5 أبريل 2019 على موقع واي باك مشين.